# Elena Zareschi
Elena Zareschi (née Elina Lazzareschi à Buenos Aires le 23 juillet 1916 et morte à Lucques le 31 juillet 1999) est une actrice italienne de théâtre, de télévision et de cinéma.

## Biographie
Elena Zareschi est née à Buenos Aires de parents italiens sous le nom d'Elina Lazzareschi.
Elle s'installe à Rome au milieu des années 1930 et s'inscrit au Centro sperimentale di cinematografia et est diplômée en 1937,.
La même année, elle fait ses débuts au cinéma dans le film L'ultima nemica. Elle a été très active au théâtre (où elle a fait ses débuts 1939), ainsi que dans les téléfilms.
Elle se retire en 1971.

## Filmographie
- 1938 : L'ultima nemica d'Umberto Barbaro
- 1938 : Jeanne Doré de Mario Bonnard
- 1939 : Dernière Jeunesse de Jeff Musso
- 1939 : Sei bambine e il Perseo de Giovacchino Forzano
- 1942 : M.A.S. de Romolo Marcellini
- 1942 : Don Giovanni de Dino Falconi
- 1942 : Il mercante di schiave de Duilio Coletti
- 1942 : Gelosia de Ferdinando Maria Poggioli
- 1943 : Rita da Cascia d'Antonio Leonviola : Rita de Cascia
- 1945 : Peccatori de Flavio Calzavara
- 1948 : I contrabbandieri del mare de Roberto Bianchi Montero
- 1949 : Il grido della terra de Duilio Coletti
- 1951 : Ombre sul Canal Grande de Glauco Pellegrini
- 1954 : Ulisse de Mario Camerini
- 1955 : Il conte Aquila de Guido Salvini
- 1957 : I misteri di Parigi de Fernando Cerchio
- 1958 : Le Roi cruel (Erode il grande) d'Arnaldo Genoino et Victor Tourjanski
- 1959 : Les Surprises de l'amour (Le sorprese dell'amore) de Luigi Comencini
- 1960 : I Cosacchi de Giorgio Rivalta
- 1960 : Teseo contro il minotauro de Silvio Amadio
- 1960 : Saffo, venere di Lesbo de Pietro Francisci
- 1962 : Par le fer et par le feu (Col ferro e col fuoco) de Fernando Cerchio
- 1971 : La lunga ombra del lupo de Gianni Manera